# Declan Rice
Declan Rice (Kingston upon Thames, 14. siječnja 1999.) engleski je nogometaš koji može igrati na poziciji defenzivnog veznog i centralnog beka. Trenutačno igra za Arsenal.

## Klupska karijera

### Omladinska karijera
Rice je postao član Chelseajeve akademije 2006. godine kada je imao 7 godina. Godine 2014., s 14 godina, nakon što je otpušten iz Chelseajeve akademije, prešao je u akademiju West Ham Uniteda.

### West Ham United
Za West Ham United debitirao je u zadnjem kolu Premier lige 2016./17., zamijenivši Edimilsona Fernandesa u 91. minuti utakmice protiv Burnleyja koju je West Ham dobio 2:1.
U travnju 2018. godine, Rice je završio na 2. mjestu u izboru za nagradu Čekićar godine 2017./18., iza Marka Arnautovića. Nagrada Čekićar godine dodjeljuje se najboljem igračem West Hama u klupskoj sezoni.
Dana 22. prosinca 2018. godine, odigrao je svoju 50. utakmicu za West Ham te je time postao prvi tinejdžer nakon Michaela Carricka kojiem je to uspjelo. Dana 19. siječnja 2019. godine, u 50. utakmici koju je West Ham igrao doma na London Stadiumu, Rice je zabio svoj prvi gol te je imenovan igračem utakmice u utakmici protiv Arsenala koju je West Ham dobio 1:0. Dana 20. travnja 2019. godine, Rice se našao na užem izboru za nagradu PFA Mladi igrač godine koju je na kraju osvojio njegov reprezentativni suigrač Raheem Sterling. Na kraju sezone 2018./19., imenovan je Igračem godine prema izboru igrača, za utakmicu protiv Arsenala dobio je nagradu Individualnog nastupa godine te je treću sezonu za redom imenovan Mladim čekićarem godine.
U sezoni 2019./20., odigrao je svaku minutu svih 38 utakmica West Hama u Premier ligi. Rice je te sezone bio među pet igrača u Premier ligi s najviše klizećih startova i presretanja te je bio najbolji igrač West Hama u tim kategorijama. Također je napravio više dodavanja od bilo kojeg drugog igrača West Hama te je imenovan Čekićarem godine.
Dana 16. rujna 2021. ostvario je svoj debi i prvi pogodak u UEFA Europskoj ligi i to u utakmici UEFA Europske lige 2021./22. koju je Dinamo Zagreb izgubio 0:2. S West Hamom je ispao u polufinalu te je s klupskim suigračem Craigom Dawsonom imenovan članom momčadi godine tog natjecanja. Dana 9. svibnja 2022. imenovan je Čekićarem godine i to drugi put u karijeri. Umirovljenjem Marka Noblea u svibnju 2022., Rice je postao klupski kapetan. Na kraju sezone 2022./23. ponovno je imenovan Čekićarem godine. Dana 8. lipnja 2023. UEFA je proglasila Ricea najboljim igračem UEFA Europske konferencijske lige za tu sezonu i to dan nakon što je West Ham dobio Fiorentinu 2:1 u finalnoj utakmici tog natjecanja.

### Arsenal
Dana 15. srpnja 2023. Rice je potpisao ugovor s Arsenalom. Iznos tog transfera koji je ujedno i Arsenalov rekordni transfer, navodno iznosi 100 milijuna funti uz 5 milijuna funti bonusa. Riceov transfer u Arsenal je izjednačio rekord za najskupljeg engleskog igrača u povijesti kojeg je dotada držao Jack Grealish sa svojim transferom u Manchester City iz Aston Ville. West Ham United će odmah dobiti prvih 50 milijuna funti, dok će preostalih 50 milijuna funti dobiti tijekom ljeta 2024. West Ham United će kroz bonuse dobiti milijun funti svaki put kada se Arsenal kvalificira u UEFA Ligu prvaka te milijun funti, ako Rice odigra barem 60 % Arsenalovih utakmica u sezoni s time da ti bonusi prestaju vrijediti kada njihov sveukupan zbroj dosegne iznos od 5 milijuna funti.
Debitirao je 6. kolovoza kada je Arsenal dobio Manchester City 4:1 na penale u Community Shieldu. U Premier ligi debitirao je šest dana kasnije protiv Nottingham Foresta koji je izgubio 2:1. Svoj klupski prvijenac postigao je 3. rujna kada je Arsenal pobijedio Manchester United 3:1 u ligaškoj utakmici.
Svoj prvi pogodak u UEFA Ligi prvaka postigao je 22. siječnja 2025. protiv zagrebačkog Dinama kojeg je Arsenal dobio 3:0. Dana 8. travnja postigao je dva pogotka iz slobodnog udarca protiv madridskog Reala koji je poražen 3:0 u četvrtfinalnoj utakmici UEFA Lige prvaka.

## Reprezentativna karijera

### Irska
Iako je rođen u Londonu, Rice je imao mogućnost igranja za Irsku jer su mu baka i djed iz Corka. Od irskih omladinskih selekcija nastupao je za Irsku do 16, 17, 18 i 21 godine. Dana 19. ožujka 2017. godine, imenovan je Igračem godine Irske do 17 godina. Za A selekciju Irske debitirao je 23. ožujka 2018. godine u 1:0 porazu protiv Turske.

### Engleska
Rice je 13. veljače 2019. godine, izjavio da će nastupati za Englesku. FIFA je 5. ožujka potvrdila njegovu odluku. Dana 22. ožujka, debitirao je u 5:0 pobjedi protiv Češke, zamijenivši u 63. minuti Delea Allija. Tri dana kasnije, u utakmici protiv Crne Gore koju je Engleska dobila 5:1, Rice je po prvi put bio član prve postave Engleske. Svoj prvi gol za Englesku zabio je 18. studenog 2020. u 4:0 pobjedi nad Islandom. Bio je član engleske momčadi koja je osvojila srebro na Europskom prvenstvu 2020. te dio engleske momčadi koja je nastupala na Svjetskom prvenstvu 2022. i  Europskom prvenstvu 2024.

## Priznanja

### Individualna
- Mladi igrač godine West Ham Uniteda: 2016./17.,[44] 2017./18.[45]
- Igrač godine West Ham Uniteda: 2019./20.,[17] 2021./22.,[20] 2022./23.[22]
- Igrač godine Irske do 17 godina: 2017.[34]
- Mladi igrač godine Irske: 2018.[46][47]
- Član momčadi sezone UEFA Europske lige: 2021./22.[48]
- Član momčadi sezone UEFA Europske konferencijske lige: 2022./23.[49]
- Igrač sezone UEFA Europske konferencijske lige: 2022./23.[23]
- Član  momčadi godine Premier lige prema izboru Professional Footballers' Associationa: 2023./24.[50]
- Igrač godine prema izboru London Football Awardsa 2022.,[51] 2024.[52]
- Mladi igrač godine prema izboru London Football Awardsa: 2019.[51]

### Klupska
West Ham United
- UEFA Europska konferencijska liga: 2022./23.[53]

Arsenal
- FA Community Shield: 2023.[54]

### Reprezentativna
Engleska
- UEFA Liga nacija (3. mjesto): 2018./19.[55]
- Europsko prvenstvo (finalist): 2020.,[56] 2024.[57]

## Vanjske poveznice
- Profil na web-stranici West Ham Uniteda
- Profil na web-stranici Engleskog nogometnog saveza